# Asymbolus
Asymbolus és un gènere de peixos de la família dels esciliorrínids i de l'ordre dels carcariniformes.

## Taxonomia
- Asymbolus analis (Ogilby, 1885)[1]
- Asymbolus funebris (Compagno, Stevens & Last, 1999)[2]
- Asymbolus galacticus (Séret & Last, 2008)[3]
- Asymbolus occiduus (Last, Gomon & Gledhill, 1999)[4]
- Asymbolus pallidus (Last, Gomon & Gledhill, 1999)[4]
- Asymbolus parvus (Compagno, Stevens & Last, 1999)[2]
- Asymbolus rubiginosus (Last, Gomon & Gledhill, 1999)[4]
- Asymbolus submaculatus (Compagno, Stevens & Last, 1999)[2]
- Asymbolus vincenti (Zeitz, 1908)[5][6][7][8][9][10]